# Japan Football League 2000
Estadísticas de la temporada 2000 de la Japan Football League.

## Desarrollo
El campeón fue Yokohama F.C., por lo que ascendió a la J. League Division 2.

## Tabla de posiciones
| Pos. | Equipo                     | Pts. | PJ | G  | GPR | E | P  | GF | GC | Dif. | Ascenso                               |
| ---- | -------------------------- | ---- | -- | -- | --- | - | -- | -- | -- | ---- | ------------------------------------- |
| 1    | Yokohama F.C. (C, P)       | 61   | 22 | 19 | 1   | 2 | 0  | 66 | 24 | +42  | Ascendido a J. League Division 2 2001 |
| 2    | Honda                      | 49   | 22 | 15 | 2   | 0 | 5  | 51 | 29 | +22  |                                       |
| 3    | Denso                      | 44   | 22 | 11 | 5   | 1 | 5  | 43 | 23 | +20  |                                       |
| 4    | Otsuka Pharmaceutical      | 40   | 22 | 12 | 2   | 0 | 8  | 57 | 37 | +20  |                                       |
| 5    | Sony Sendai                | 37   | 22 | 11 | 2   | 0 | 9  | 51 | 37 | +14  |                                       |
| 6    | Jatco TT                   | 28   | 22 | 9  | 0   | 1 | 12 | 42 | 44 | −2   |                                       |
| 7    | Kokushikan University      | 28   | 22 | 7  | 3   | 1 | 11 | 45 | 48 | −3   |                                       |
| 8    | ALO's Hokuriku             | 22   | 22 | 6  | 2   | 0 | 14 | 26 | 49 | −23  |                                       |
| 9    | F.C. Kyoken                | 19   | 22 | 4  | 3   | 1 | 14 | 20 | 38 | −18  |                                       |
| 10   | Shizuoka Sangyo University | 16   | 22 | 4  | 1   | 2 | 15 | 25 | 50 | −25  |                                       |
| 11   | Tochigi S.C.               | 14   | 22 | 3  | 2   | 1 | 16 | 21 | 48 | −27  |                                       |
| 12   | Yokogawa F.C.              | 9    | 22 | 2  | 0   | 3 | 17 | 21 | 41 | −20  |                                       |

 Fuente: 2000 JFL Final Standings
Criterios de clasificación: 1) puntos; 2) diferencia de goles; 3) número de goles marcados; 4) resultados entre los equipos en cuestión.